# Thereva cinifera
Thereva cinifera är en tvåvingeart som beskrevs av Johann Wilhelm Meigen 1830. Thereva cinifera ingår i släktet Thereva och familjen stilettflugor. Enligt den finländska rödlistan är arten starkt hotad i Finland. Arten är reproducerande i Sverige. Artens livsmiljö är sandstränder vid Östersjön. Inga underarter finns listade i Catalogue of Life.